# Amabirgina Arri
Amabirgiña arri ou Amabirjina-harria n'est pas à proprement parler un personnage mais un rocher calcaire situé au passage d'Igaratza, près du village d'Amezketa (Guipuscoa). 
La légende raconte que la Vierge (Ama Birjina) a laissé sur la pierre un trou ou une empreinte qui est encore préservé.

## Étymologie
Amabirgiña arri signifie « rocher de la vierge mère » en basque. 
Le suffixe a désigne l'article: arria se traduit donc par « le rocher ».
Il serait plus exact de dire amabirgiñako arria pour « le rocher de la vierge mère ». Le suffixe ko désignant ici l'appartenance.